# Арафат (долина)
Арафат (араб. عرفة‎) — местность, расположенная в 20-25 километрах от Мекки. Протяжённость долины 11—12 км, ширина — 6,5 км. В долине Арафат паломники, совершающие хадж остаются девятого числа месяца зульхиджа. Эта стоянка является обязательной (фард) частью хаджа. С севера долина ограничена одноимённой горной грядой.

## История

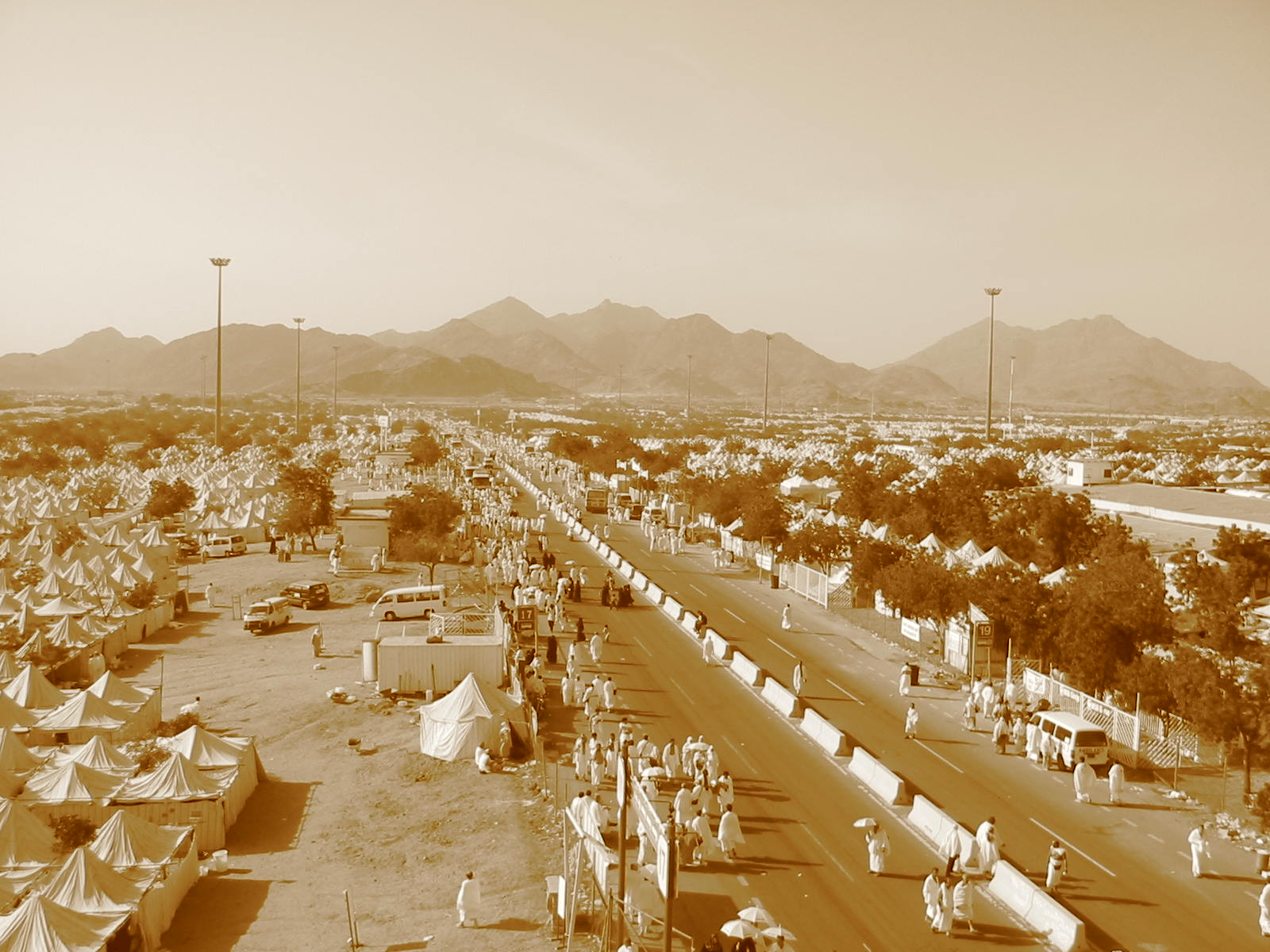
Долина Арафат во время хаджа

Согласно исламскому преданию, именно у горы Арафат встретились изгнанные из рая Адам и Хавва. До начала пророческой миссии Мухаммеда гора носила название Илал и служила местом языческого паломничества.
В первые века ислама в долине находились каменоломни, здесь же был сооружен акведук, который снабжал водой Мекку. В настоящее время Арафат служит только для паломничества и практически необитаема.

## Хадж

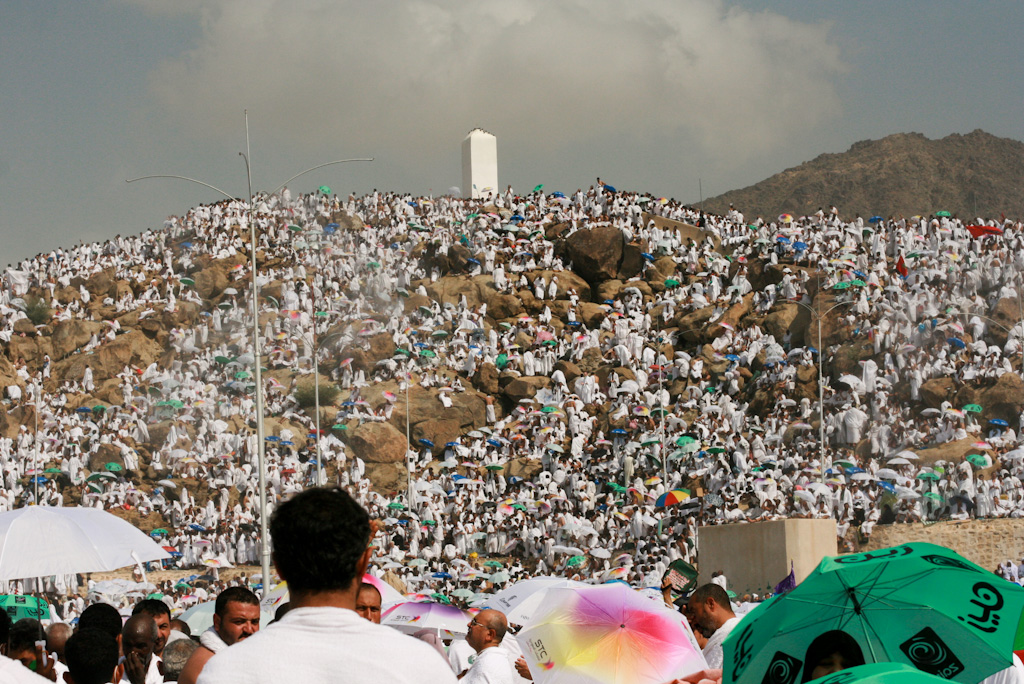
Гора Арафат с минаретом

В Арафате проводится главный обряд хаджа — предстояние перед «ликом Аллаха». Чтобы попасть в Арафат, паломники должны миновать проход Мазамайн и столбы, которые обозначают границу священной территории Мекки. Расположившись лагерем, паломники ожидают начала стояния (маукиф), которое открывается полуденной проповедью (хутба) 9 зуль-хиджа. Место предстояния находится перед горой, высота которого составляет 60 метров. Эта гора носит название Джабаль ар-Рахма или Джабаль Арафат.
В восточном склоне горы вырублена лестница, которая ведёт к выстроенному на вершине минарету. На 60-й ступени лестницы устроена площадка, с которой читается проповедь «Дня Арафат».